# Маунт Етна (Пенсилванија)
Маунт Етна (енгл. Mount Aetna) насељено је место без административног статуса у америчкој савезној држави Пенсилванија.

## Демографија
По попису из 2010. године број становника је 354.
| Група             | 2000.    | 2010.       |
| Белци             | 0 (0,0%) | 327 (92,4%) |
| Афроамериканци    | 0 (0,0%) | 4 (1,1%)    |
| Азијати           | 0 (0,0%) | 0 (0,0%)    |
| Хиспаноамериканци | 0 (0,0%) | 12 (3,4%)   |
| Укупно            | 0        | 354         |